# بخش جانستون (شهرستان ترامپول، اوهایو)
بخش جانستون (به انگلیسی: Johnston Township) یک منطقهٔ مسکونی در ایالات متحده آمریکا است که در شهرستان ترامبل، اوهایو واقع شده‌است.
 بخش جانستون ۶۳٫۹ کیلومتر مربع مساحت و ۲٬۰۴۰ نفر جمعیت دارد و ۳۳۲ متر بالاتر از سطح دریا واقع شده‌است.